# العلاقات الأذربيجانية الجنوب إفريقية
العلاقات الأذربيجانية الجنوب أفريقية هي العلاقات الثنائية التي تجمع بين أذربيجان وجنوب أفريقيا.

## مقارنة بين البلدين
هذه مقارنة عامة ومرجعية للدولتين:
| وجه المقارنة                                              | أذربيجان        | جنوب أفريقيا |
| --------------------------------------------------------- | --------------- | --- |
| المساحة (كم2)                                             | 86.60 ألف       | 1.22 مليون |
| عدد السكان (نسمة)                                         | 10.00 مليون     | 57.73 مليون |
| الكثافة السكانية (ن./كم²)                                 | 115.47          | 47.32 |
| العاصمة                                                   | باكو            | بريتوريا، بلومفونتين، كيب تاون |
| اللغة الرسمية                                             | اللغة الأذرية   | لغة إنجليزية، اللغة الأفريقانية، اللغة النديبلي الجنوبية، اللغة السوثو الشمالية، اللغة السوتية، لغة سوازي، اللغة التسونجا، اللغة التسوانية، اللغة الفيندية، اللغة الكوسية، اللغة الزولوية |
| العملة                                                    | مانات أذربيجاني | راند جنوب أفريقي |
| الناتج المحلي الإجمالي (بليون دولار)                      | 40.75 مليار     | 349.42 مليار |
| الناتج المحلي الإجمالي (تعادل القوة الشرائية) بليون دولار | 171.56 مليار    | 725.91 مليار |
| الناتج المحلي الإجمالي الاسمي للفرد دولار أمريكي          | 5.50 ألف        | 5.72 ألف |
| الناتج المحلي الإجمالي للفرد دولار أمريكي                 | 17.52 ألف       | 13.05 ألف |
| مؤشر التنمية البشرية                                      | 0.751           | 0.666 |
| رمز المكالمات الدولي                                      | +994            | +27 |
| رمز الإنترنت                                              | .az             | .za |
| المنطقة الزمنية                                           | ت ع م+04:00     | ت ع م+02:00، أفريقيا/جوهانسبرغ ‏ |

## مدن متوأمة
في ما يلي قائمة باتفاقيات التوأمة بين مدن أذربيجانية وجنوب أفريقية:
- ترتبط باكو مع بريتوريا باتفاقية توأمة منذ 1985.[14][14]

## منظمات دولية مشتركة
يشترك البلدان في عضوية مجموعة من المنظمات الدولية، منها:
| علم المنظمة | اسم المنظمة                        | تاريخ انضمام أذربيجان | تاريخ انضمام جنوب أفريقيا |
| ----------- | ---------------------------------- | --------------------- | ------------------------- |
|             | الاتحاد البريدي العالمي            | ?                     | ?                         |
|             | يونسكو                             | 3 يونيو 1992          | 4 نوفمبر 1946             |
|             | البنك الدولي للإنشاء والتعمير      | 18 سبتمبر 1992        | 27 ديسمبر 1945            |
|             | وكالة ضمان الاستثمار متعدد الأطراف | 23 سبتمبر 1992        | 10 مارس 1994              |
|             | الاتحاد الدولي للاتصالات           | 10 أبريل 1992         | 1910                      |
|             | منظمة الشرطة الجنائية الدولية      | ?                     | ?                         |
|             | مؤسسة التمويل الدولية              | 11 أكتوبر 1995        | 3 أبريل 1957              |
|             | الأمم المتحدة                      | 2 مارس 1992           | 7 نوفمبر 1945             |
|             | مؤسسة التنمية الدولية              | 31 مارس 1995          | 12 أكتوبر 1960            |
|             | منظمة حظر الأسلحة الكيميائية       | ?                     | ?                         |

## وصلات خارجية
- موقع وزارة الخارجية الأذربيجانية
- موقع وزارة الخارجية الجنوب أفريقية